# Cyclocross-Weltmeisterschaften 2025

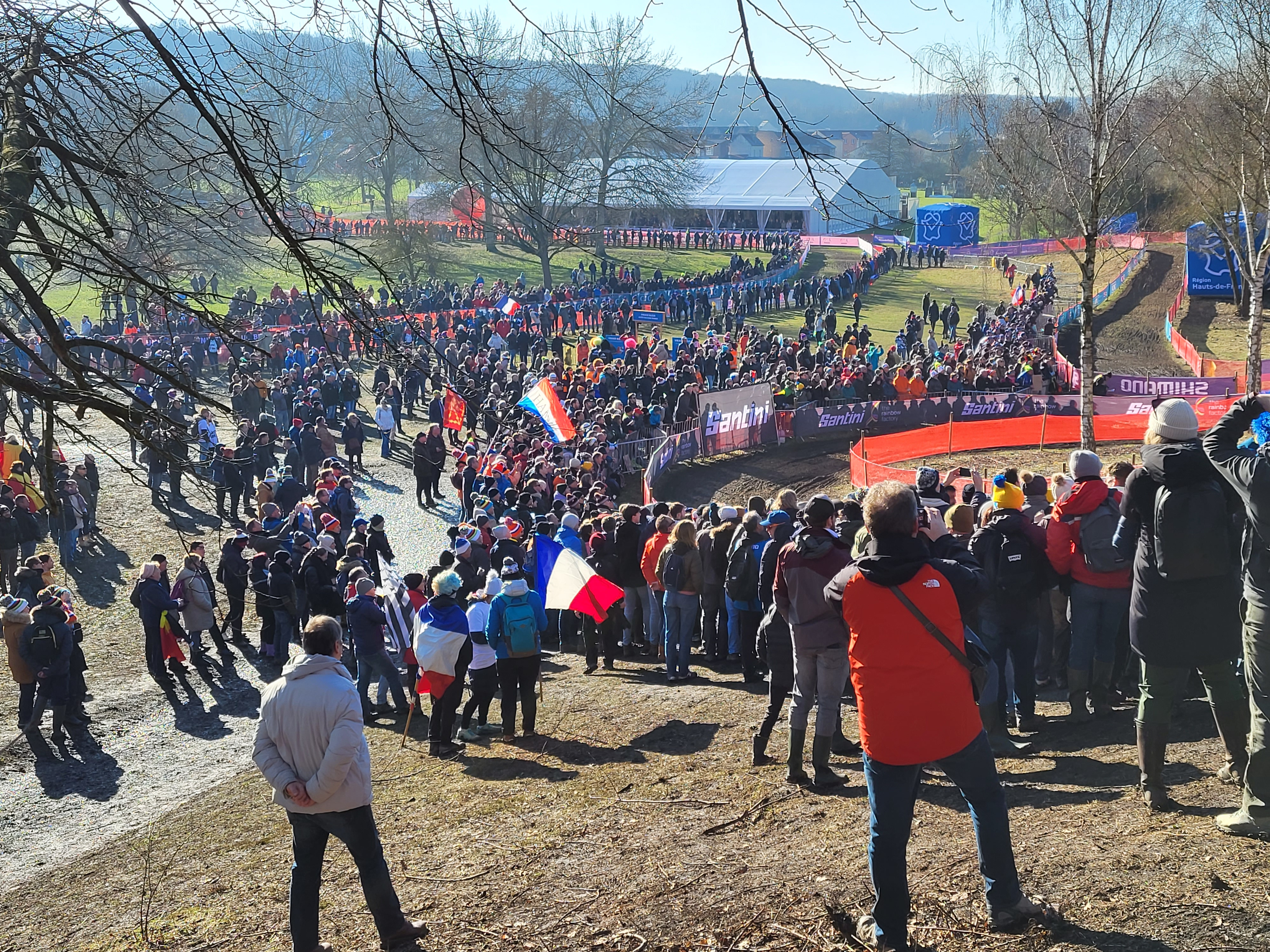
Das Gelände des Parc du Val de Souchez während der Weltmeisterschaften

Die Cyclocross-Weltmeisterschaften 2025 wurden vom 31. Januar bis 2. Februar im nordfranzösischen Liévin ausgetragen. Es waren die ersten Cyclocross-Weltmeisterschaften in dieser Stadt. Gemeldet waren 291 Fahrerinnen und Fahrer aus 25 nationalen Verbänden.
In der Elite verteidigten Mathieu van der Poel und Fem van Empel ihre Titel. Van der Poel errang seinen insgesamt siebten Weltmeistertitel, womit er den Rekord Erik De Vlaemincks einstellte; van Empel gewann ihren dritten Titel in Folge.

## Ablauf
Wie auch im Jahr zuvor wurden sechs Rennen in den Kategorien Elite, Unter 23 und Junior ausgetragen (jeweils bei Männern und Frauen) und zusätzlich eine Mixed-Staffel.
- Freitag, 31. Januar: Mixed-Staffel
- Sonnabend, 1. Februar: Juniorinnen, Männer U23, Frauen Elite
- Sonntag, 2. Februar: Junioren, Frauen U23, Männer Elite

Der Parcours lag im Val de Souchez genannten Park am Stadtrand, dem Austragungsort des Cyclocross Liévin, der von 2003 bis 2012 mehrfach im Kalender des UCI-Cyclocross-Weltcups gestanden hatte. Start und Ziel waren auf der Rue du Percot. Der Ort war vom französischen Verband aufgrund seiner Nähe zu Belgien und den Niederlanden ausgewählt worden, wo Cyclocross sehr populär ist.
Das Wetter war sonnig, wobei der Boden morgens noch hartgefroren war, dann im Laufe des Tages aufweichte und den Parcours schwieriger machte. Dies erklärt die Tatsache, dass die Junioren-Rennen jeweils eine höhere Durchschnittsgeschwindigkeit als die der Elite aufwiesen. Nach Angaben der Organisatoren wurden die Titelkämpfe über die drei Tage von 50.000 Zuschauern besucht, davon 35.000 allein am Sonntag.

## Ergebnisse

### Mixed-Staffel
| Platz | Land           | Fahrer                                               | Fahrerinnen                                    | Zeit (min) |
| ----- | -------------- | ---------------------------------------------------- | ---------------------------------------------- | ---------- |
| 1     | Großbritannien | Thomas Mein Oscar Amey Milo Wills                    | Zoe Bäckstedt Cat Ferguson Maia Roche          | 50:03      |
| 2     | Italien        | Gioele Bertolini Stefano Viezzi Mattia Agostinacchio | Sara Casasola Lucia Bramati Giorgia Pellizotti | + 0:02     |
| 3     | Frankreich     | Joshua Dubau Jules Simon Florian Fery                | Hélène Clauzel Célia Gery Zélie Lambert        | + 0:05     |

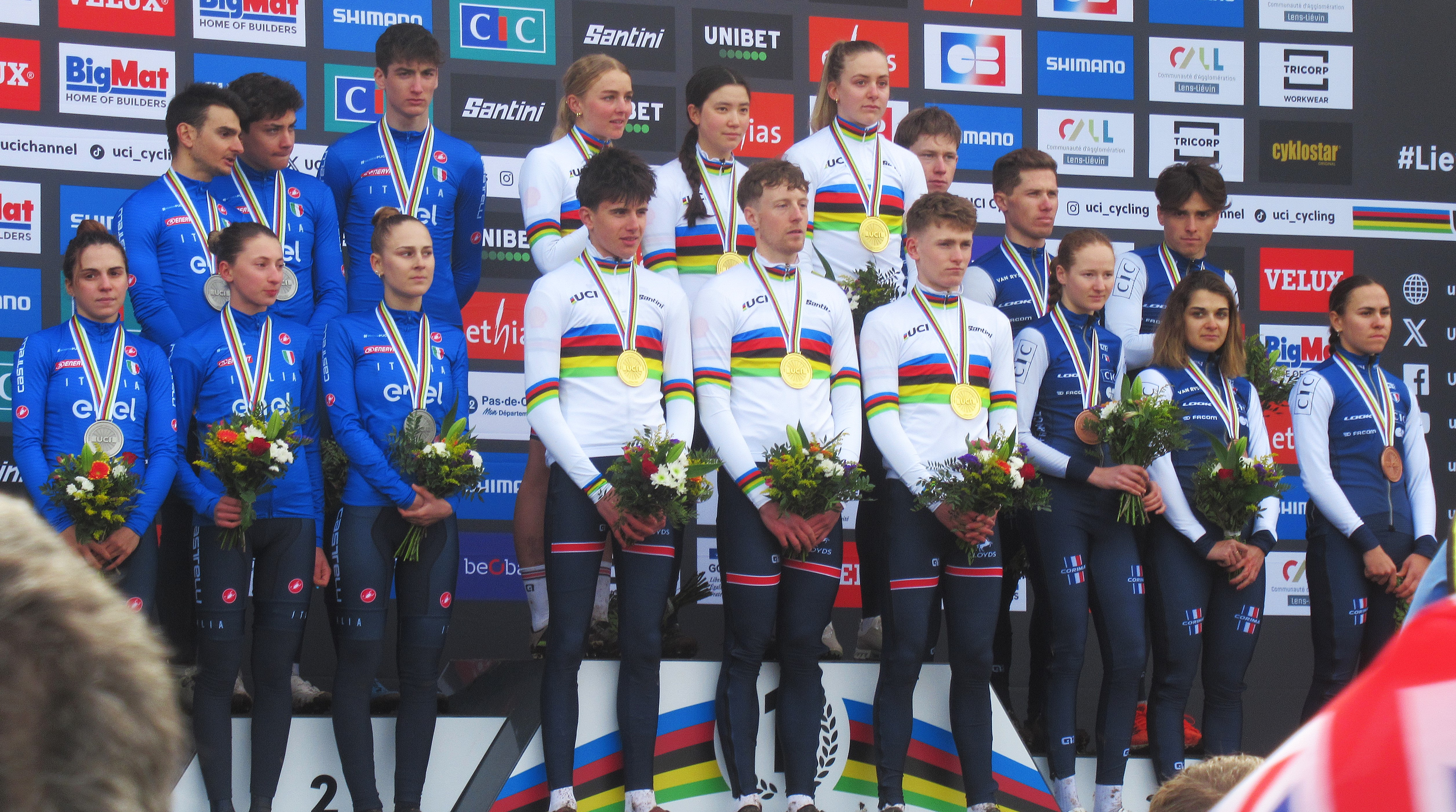
Siegerehrung der Mixed-Staffel

Zeitpunkt: 31. Januar 2025, 12:30 Uhr
Es nahmen 10 Mannschaften teil, außer den Medaillengewinner noch die Vereinigten Staaten, Tschechien, Belgien, Kanada, Spanien, Japan, und Rumänien. Mannschaften aus deutschsprachigen Ländern waren nicht am Start, auch die Niederlande enthielten sich erneut.
Großbritannien begann als einzige Mannschaft mit einer Frau in Person von Zoe Bäckstedt, die die Runde als Neunte beendete. Da ihre Zeit aber die schnellste aller Frauen sein sollte, hatte sie eine gute Grundlage für die folgende Aufholjagd gelegt, die Thomas Mein auf der letzten Runde vollendete. Die Vereinigten Staaten führten vor der letzten Runde noch das Rennen an und verpassten mit acht Sekunden Rückstand knapp das Podium. Die übrigen Mannschaften waren weit abgeschlagen, insbesondere wurde der sechste Rang Belgiens als Enttäuschung gewertet.

### Juniorinnen
| Platz | Name               | Zeit (min) |
| ----- | ------------------ | ---------- |
| 1     | Lise Revol         | 45:25      |
| 2     | Barbora Bukovská   | + 0:11     |
| 3     | Rafaelle Carrier   | + 1:43     |
| 4     | Anja Grossmann     | + 1:53     |
| 5     | Lidia Cusack       | gl. Zeit   |
| 6     | Mae Cabaca         | + 2:27     |
| 7     | Alyssa Sarkisov    | gl. Zeit   |
| 8     | Lucie Grohová      | + 2:31     |
| 9     | Giorgia Pellizotti | + 2:35     |
| 10    | Lison Desprez      | + 2:56     |

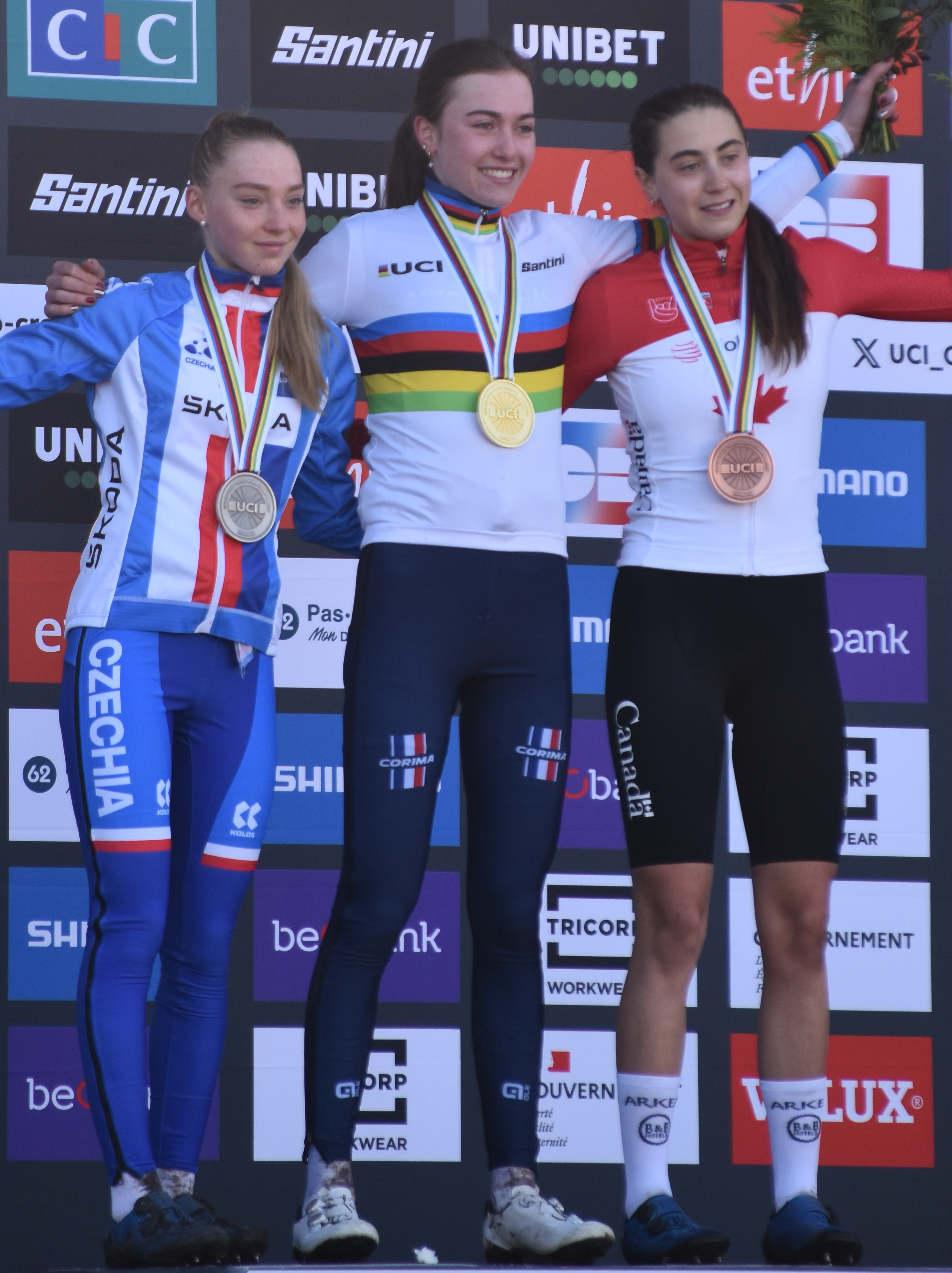
Siegerehrung des Juniorinnen-Rennens

Zeitpunkt: 1. Februar 2025, 11:00 Uhr
Es gab 42 Fahrerinnen aus 15 Nationen, das Rennen ging über fünf Runden. Lise Revol gewann in der ersten Runde einen Vorsprung von 20 Sekunden auf den Rest des Felds. Barbora Bukovská, die einen schlechten Start erwischt hatte, konnte nach langer Aufholjagd zu Revol aufschließen; die übrigen Fahrerinnen waren zu diesem Zeitpunkt schon weit abgeschlagen. In der vierten Runde wähnte sich Bukovská als Siegerin eines Zielsprints, wurde aber von der Glocke eines Besseren belehrt. Am Ende der Schlussrunde erwies sich Revol als die stärkere. Den Kampf um die Bronzemedaille gewann Weltcup-Siegerin Rafaelle Carrier gegen zwei andere Fahrerinnen.
Weitere Platzierungen:
 Chiara Mettier (14.)
 Klara Dworatzek (40.)

### Männer U23
| Platz | Name                | Zeit (min) |
| ----- | ------------------- | ---------- |
| 1     | Tibor Del Grosso    | 56:26      |
| 2     | Kay De Bruyckere    | + 0:56     |
| 3     | Jente Michels       | + 1:05     |
| 4     | Stefano Viezzi      | + 1:32     |
| 5     | Seppe Van Den Boer  | + 2:10     |
| 6     | Aubin Sparfel       | + 2:29     |
| 7     | Jules Simon         | + 2:34     |
| 8     | Léo Bisiaux         | + 2:35     |
| 9     | Viktor Vandenberghe | gl. Zeit   |
| 10    | Nathan Bommenel     | + 2:46     |

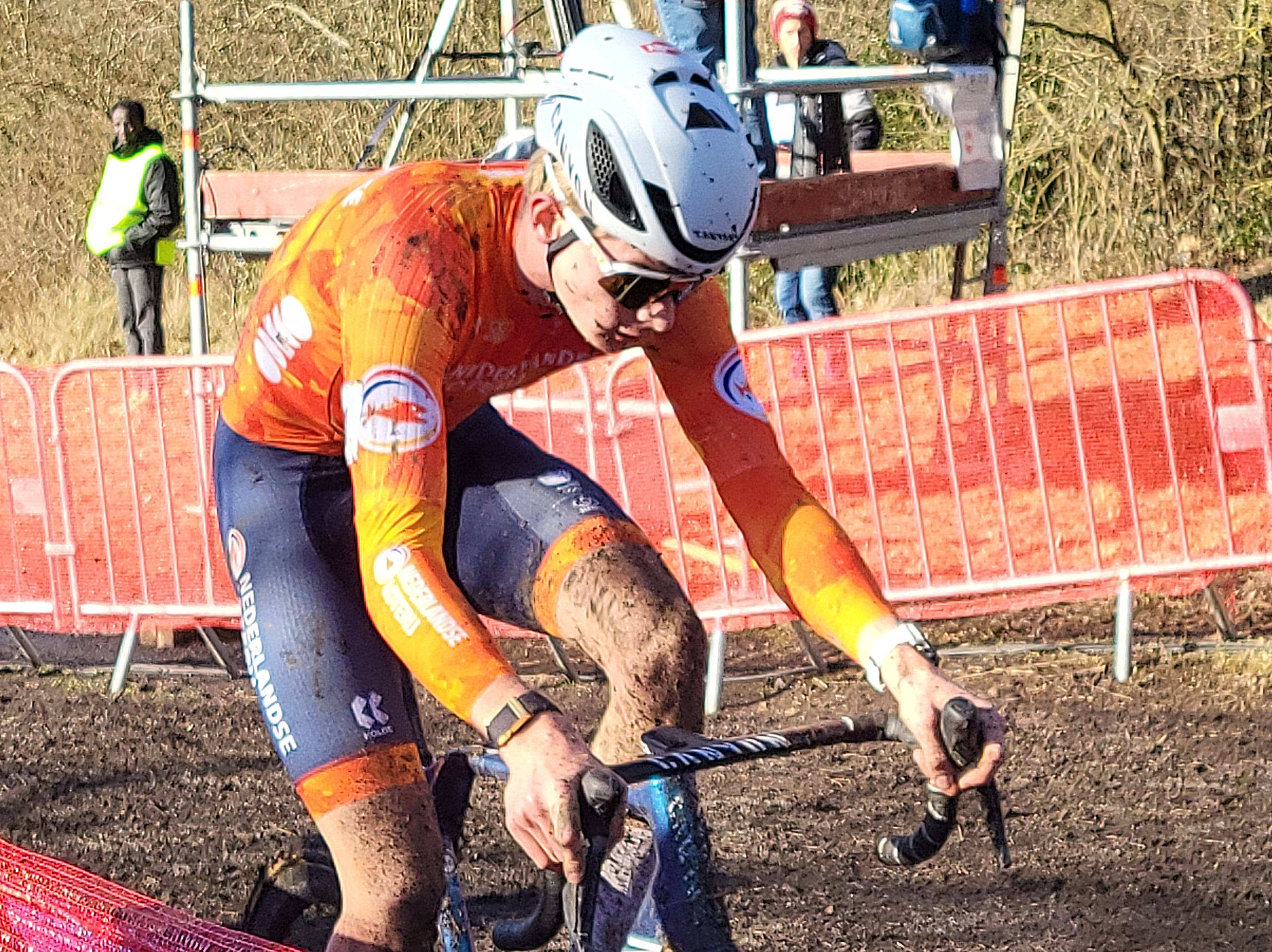
Tibor Del Grosso während des Rennens

Zeitpunkt: 1. Februar 2025, 13:00 Uhr
Es gab 49 Fahrerinnen aus 17 Nationen, das Rennen ging über sieben Runden. Der Titelverteidiger und ungeschlagene U23-Weltcupsieger Tibor Del Grosso nahm schon in der ersten Runde Abstand von seinen Konkurrenten und fuhr einen überlegenen Sieg heraus. Auf den Plätzen zwei und drei lagen lange Zeit der U23-Europameister Jente Michels und der Junioren-Weltmeister des Vorjahres Stefano Viezzi. Auf den letzten beiden Runden wurden sie jedoch noch von Kay De Bruyckere überholt.
Weitere Platzierungen:
 Silas Kuschla (26.), Hannes Degenkolb (30.), Max Heiner Oertzen (31.), Eike Behrens (32.)
 Matteo Oppizzi (41.), Nicolas Halter (42.)

### Frauen Elite
| Platz | Name                       | Zeit (min) |
| ----- | -------------------------- | ---------- |
| 1     | Fem van Empel              | 54:29      |
| 2     | Lucinda Brand              | + 0:18     |
| 3     | Puck Pieterse              | + 1:09     |
| 4     | Inge van der Heijden       | + 1:31     |
| 5     | Kata Blanka Vas            | + 1:56     |
| 6     | Sara Casasola              | + 2:11     |
| 7     | Ceylin del Carmen Alvarado | + 2:36     |
| 8     | Hélène Clauzel             | + 2:51     |
| 9     | Sanne Cant                 | + 2:53     |
| 10    | Amandine Fouquenet         | + 2:58     |

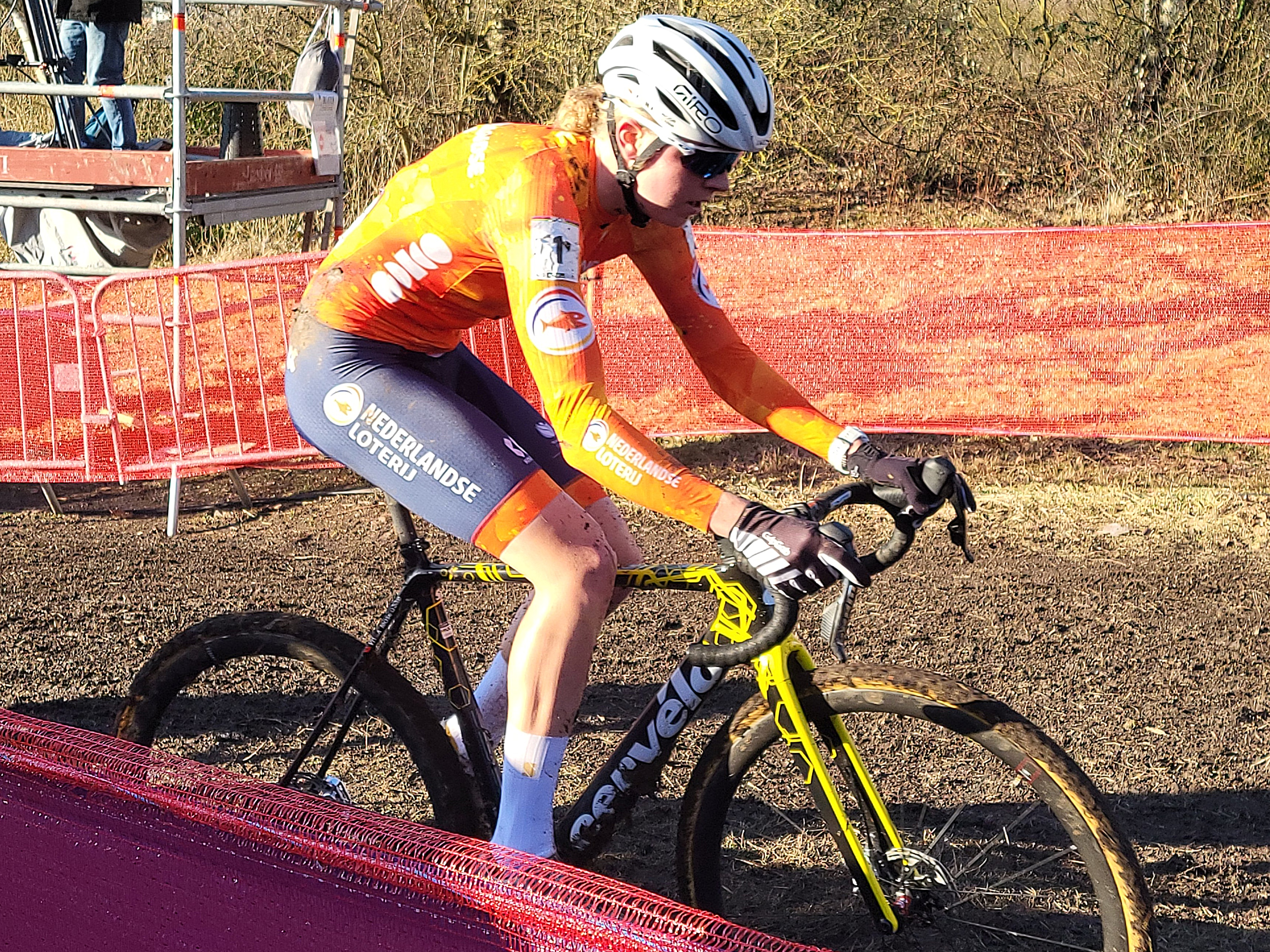
Fem van Empel während des Rennens

Zeitpunkt: 1. Februar 2025, 15:00 Uhr
Es gab 35 Fahrerinnen aus 12 Nationen, das Rennen ging über sechs Runden. Rekordweltmeisterin Marianne Vos hatte verletzungsbedingt absagen müssen.
Das Feld zog sich schnell auseinander, und in der zweiten Runde bildete sich ein Führungstrio aus Fem van Empel, Puck Pieterse und Lucinda Brand. Während Pieterse ab der Mitte des Rennens allmählich zurückfiel, lieferten sich van Empel und Brand bis in die Schlussrunde ein enges Duell. Am letzten kurzen Anstieg zur Zielgeraden ging Brand die Kraft aus, und van Empel erhielt einen entscheidenden Vorsprung. Das Podium war damit dasselbe wie im Jahr zuvor.
Weitere Platzierungen:
 Elisabeth Brandau (18.)
 Nadja Heigl (27.)

### Junioren
| Platz | Name                  | Zeit (min) |
| ----- | --------------------- | ---------- |
| 1     | Mattia Agostinacchio  | 45:47      |
| 2     | Soren Bruyère-Joumard | + 0:12     |
| 3     | Filippo Grigolini     | + 0:30     |
| 4     | Benjamin Noval        | + 0:31     |
| 5     | Mats Vanden Eynde     | + 0:39     |
| 6     | Oscar Amey            | + 0:52     |
| 7     | Soen Le Pann          | + 1:08     |
| 8     | Michiel Mouris        | gl. Zeit   |
| 9     | Florian Fery          | + 1:10     |
| 10    | Milo Wills            | + 1:16     |

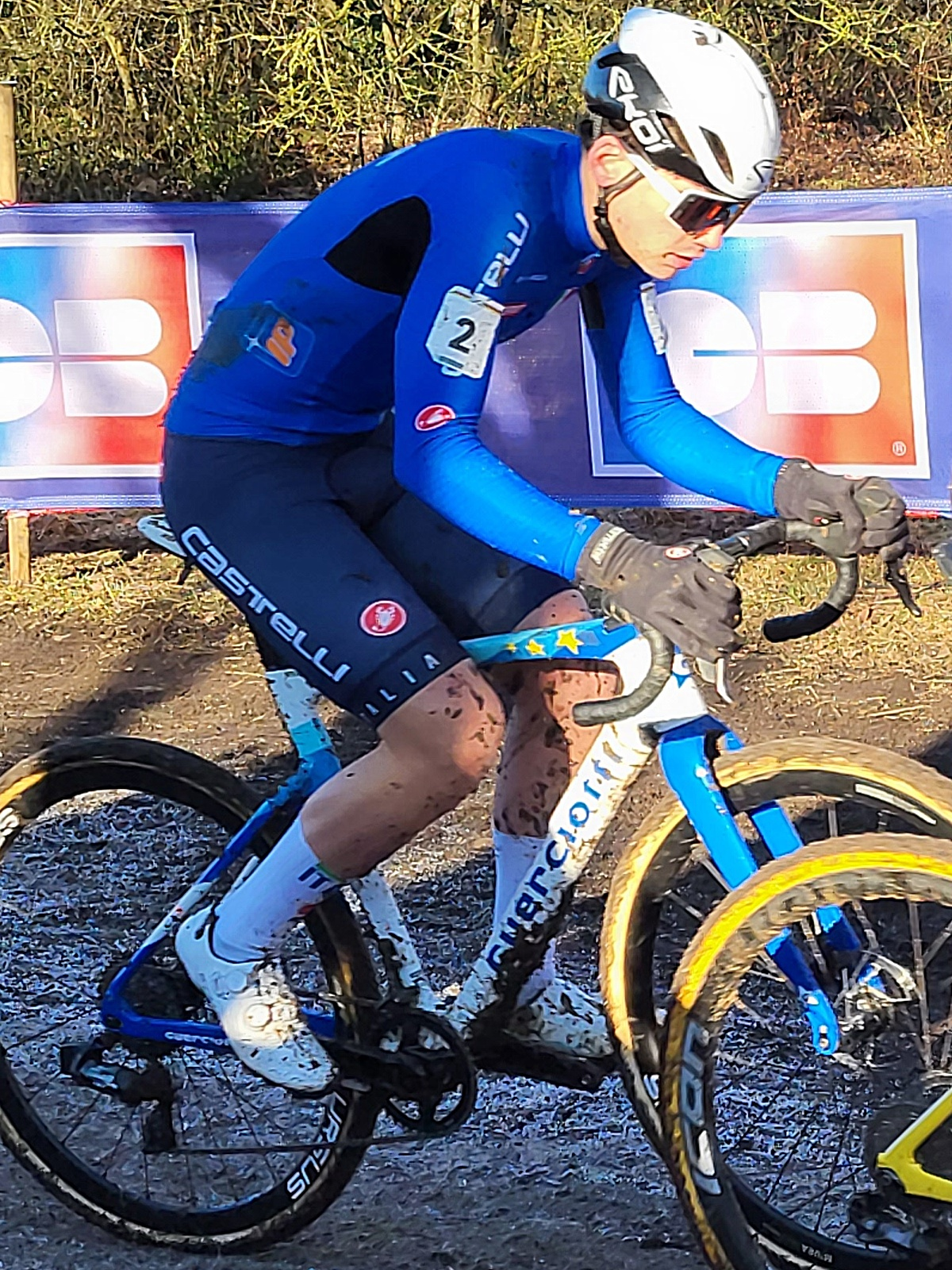
Mattia Agostinacchio während des Rennens

Zeitpunkt: 2. Februar 2025, 11:00 Uhr
Es gab 68 Fahrer aus 22 Nationen, das Rennen ging über sechs Runden. Der Boden war zu Beginn noch gefroren, taute aber während des Rennens allmählich auf. Den tückischen Bedingungen fiel der EM-Zweite Valentin Hofer zum Opfer, der das Rennen in der ersten Runde anführte, aber nach einem harten Sturz aufgeben musste. In einem abwechslungsreichen Rennen übernahmen Mattia Agostinacchio, Oscar Amey, Benjamin Noval und Soren Bruyère-Joumard zeitweise die Spitzenposition. Agostinacchio, der nach einem Sturz mit gebrochenem Schuh unterwegs war, fuhr eine starke Schlussrunde und wandelte einen 12-sekündigen Rückstand auf Bruyère-Joumard in einen ebenso großen Vorsprung um. Filippo Grigolini kämpfte sich nach mäßigem Start konstant nach vorne und gewann den Streit um Bronze gegen Noval.
Weitere Platzierungen:
 Benedikt Benz (31.), Luan Elsäßer (37.), Niclas Look (46.), Anton Kochanowski (49.), Tobias Schreiber (55.)
 Michael Hettegger (51.), Valentin Hofer (DNF)
 Levin Näf (53.)
 Jonah Flammang-Lies (57.), Lennox Papi (DNF)

### Frauen U23
| Platz | Name                | Zeit (min) |
| ----- | ------------------- | ---------- |
| 1     | Zoe Bäckstedt       | 45:42      |
| 2     | Marie Schreiber     | + 0:39     |
| 3     | Leonie Bentveld     | + 1:20     |
| 4     | Célia Gery          | + 1:51     |
| 5     | Isabella Holmgren   | + 2:17     |
| 6     | Viktória Chladoňová | + 3:38     |
| 7     | Amandine Muller     | + 3:59     |
| 8     | Ella Maclean-Howell | + 4:23     |
| 9     | Imogen Wolff        | + 4:41     |
| 10    | Simona Spěšná       | + 4:48     |

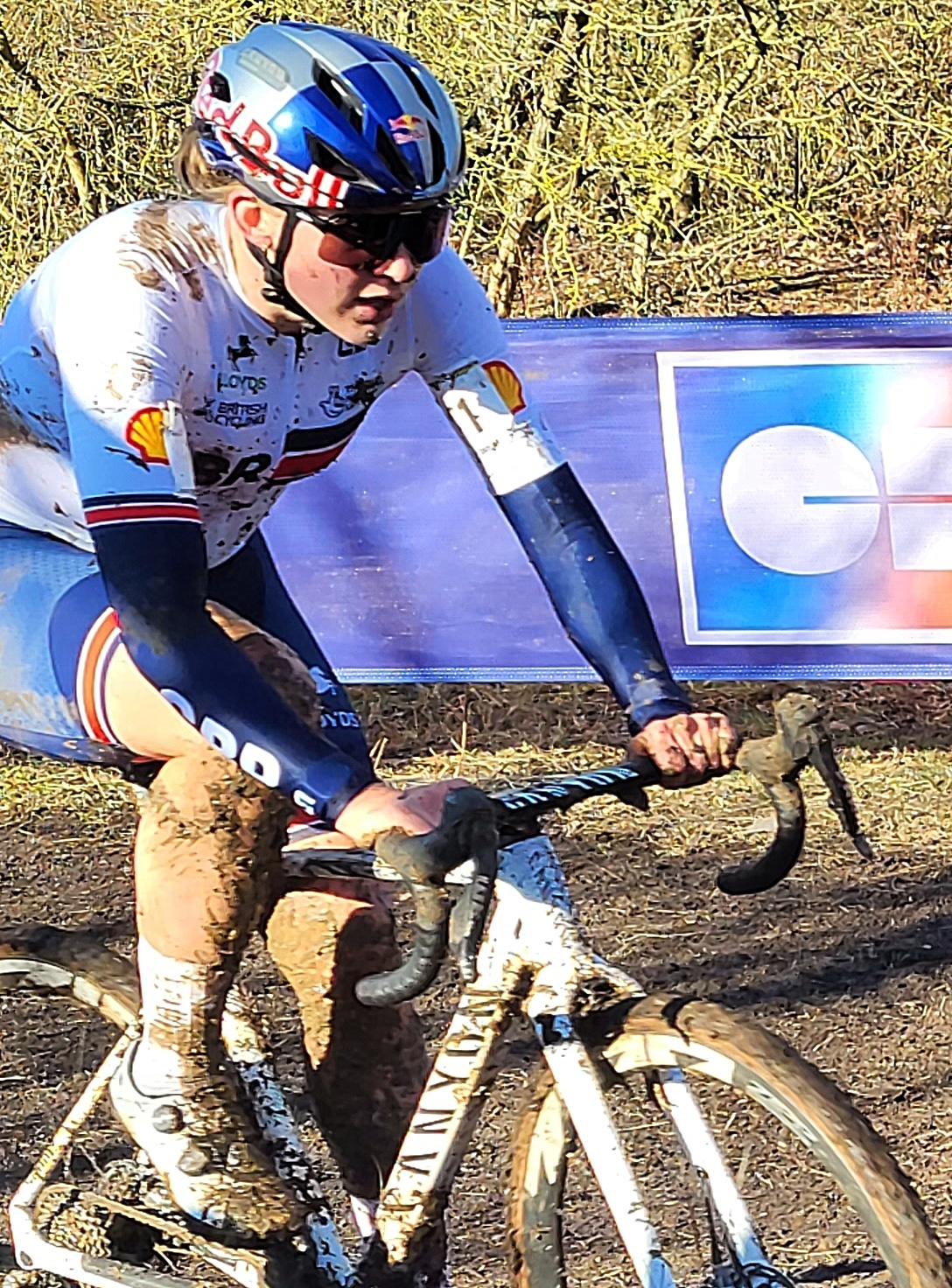
Zoe Bäckstedt während des Rennens

Zeitpunkt: 2. Februar 2025, 13:00 Uhr
Es gab 45 Fahrerinnen aus 19 Nationen, das Rennen ging über fünf Runden. Titelverteidigerin Zoe Bäckstedt setzte sich in der zweiten Runde von der Konkurrenz ab und fuhr einen ungefährdeten Sieg ein. Auch sonst herrschten klare Verhältnisse, die ersten Zehn waren fast fünf Minuten auseinander. Marie Schreiber holte nach Claude Michely 1985 die zweite WM-Medaille für Luxemburg. Mit Leonie Bentveld als Dritter war das Podium identisch mit dem des U23-Weltcups.
Weitere Platzierungen:
 Nora Fischer (23.)
 Jana Glaus (24.)
 Kaija Budde (28.)

### Männer Elite
| Platz | Name                   | Zeit (h) |
| ----- | ---------------------- | -------- |
| 1     | Mathieu van der Poel   | 1:02:44  |
| 2     | Wout van Aert          | + 0:45   |
| 3     | Thibau Nys             | + 1:06   |
| 4     | Joris Nieuwenhuis      | + 1:15   |
| 5     | Emiel Verstrynge       | + 1:53   |
| 6     | Toon Aerts             | + 1:56   |
| 7     | Michael Vanthourenhout | + 2:00   |
| 8     | Joran Wyseure          | + 2:03   |
| 9     | Lars van der Haar      | + 2:09   |
| 10    | Laurens Sweeck         | + 2:28   |

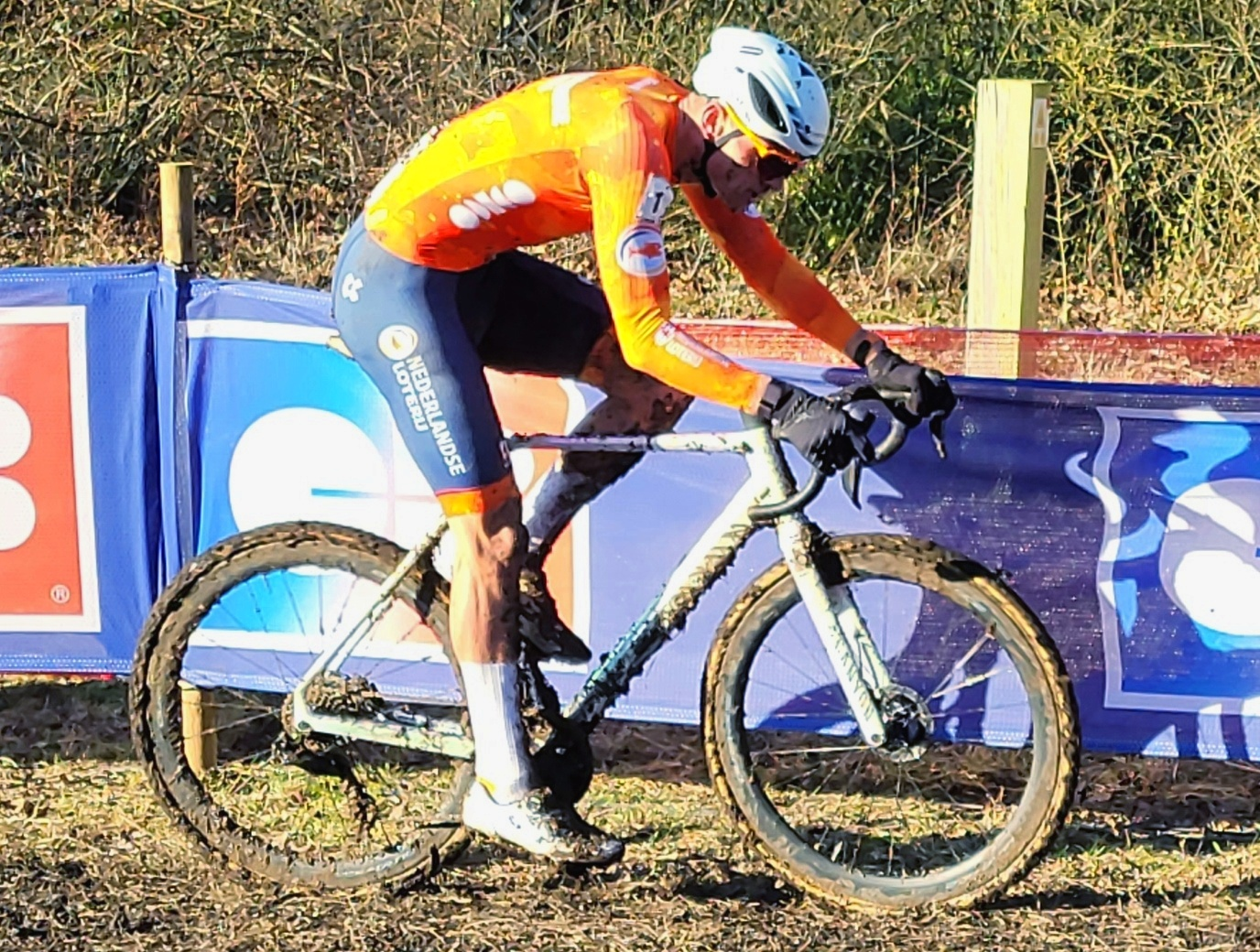
Mathieu van der Poel auf dem Weg zu seinem siebten WM-Titel

Zeitpunkt: 2. Februar 2025, 15:00 Uhr
Es gab 45 Fahrer aus 15 Nationen, das Rennen ging über acht Runden. Mathieu van der Poel setzte sich schon zu Beginn vom Feld ab, fuhr die schnellste Runde des Rennens, baute seinen Vorsprung anschließend auf rund eine Minute aus und gewann ungefährdet das Rennen. Der dreimalige Weltmeister Wout van Aert hatte sich kurzfristig für eine Teilnahme entschieden, musste aus der vierten Startreihe das Rennen aufnehmen und benötigte zwei Runden, um zu den nächsten Verfolgern van der Poels aufzuschließen. Diese ließ er fünf Runden vor Schluss ebenfalls hinter sich. Im Rennen um Bronze setzte sich Europameister Thibau Nys gegen Joris Nieuwenhuis durch.
Weitere Platzierungen:
 Kevin Kuhn (16.), Gilles Mottiez (31.), Lars Sommer (32.), Loris Rouiller (36.), Luke Wiedmann (DNF)
 Marcel Meisen (27.), Luca Harter (34.), Jonas Köpsel (DNF)

## Medaillenspiegel
| Platz  | Land           | Gold | Silber | Bronze | Gesamt |
| ------ | -------------- | ---- | ------ | ------ | ------ |
| 1      | Niederlande    | 3    | 1      | 2      | 6      |
| 2      | Großbritannien | 2    | 0      | 0      | 2      |
| 3      | Frankreich     | 1    | 1      | 1      | 3      |
| 3      | Italien        | 1    | 1      | 1      | 3      |
| 5      | Belgien        | 0    | 2      | 2      | 4      |
| 6      | Luxemburg      | 0    | 1      | 0      | 1      |
| 6      | Tschechien     | 0    | 1      | 0      | 1      |
| 8      | Kanada         | 0    | 0      | 1      | 1      |
| Gesamt | Gesamt         | 7    | 7      | 7      | 21     |

## Aufgebote

### Bund Deutscher Radfahrer
- Männer: Marcel Meisen, Luca Harter, Jonas Köpsel
- Frauen: Elisabeth Brandau
- Männer U23: Hannes Degenkolb, Eike Behrens, Max Heiner Oertzen, Silas Kuschla
- Frauen U23: Kaija Budde
- Junioren: Benedikt Benz, Tobias Schreiber, Anton Kochanowski, Luan Elsäßer, Niclas Look
- Juniorinnen: Klara Dworatzek

### Österreichischer Radsportverband
- Frauen: Nadja Heigl
- Frauen U23: Nora Fischer
- Junioren: Valentin Hofer, Michael Hettegger

### Swiss Cycling
- Männer: Kevin Kuhn, Loris Rouiller, Lars Sommer, Gilles Mottiez, Luke Wiedmann
- Männer U23: Nicolas Halter, Matteo Oppizzi
- Frauen U23: Jana Glaus
- Junioren: Levin Näf
- Juniorinnen: Anja Grossmann, Chiara Mettier

### Fédération du Sport Cycliste Luxembourgeois
- Frauen U23: Marie Schreiber
- Junioren: Jonah Flammang-Lies, Lennox Papi, Yannis Lang